# Shinobu Mogi
Shinobu Mogi (茂木 忍 Mogi Shinobu?,  Prefectura de Chiba, Japón, 16 de febrero de 1997) es una idol, cantante y actriz japonesa. Es conocida por ser miembro del grupo femenino AKB48, donde forma parte del Equipo K. Mogi debutó con AKB48 en septiembre de 2011 como parte de la decimotercera generación de apredinces, habiendo fallado previamente la décima, undécima y duodécima audición. El 24 de agosto de 2013, fue promovida al Equipo 4, mientras que el 26 de marzo de 2015 lo fue al Equipo K. Mogi también tuvo un contrato exclusivo de un año como modelo gravure con la revista Young Magazine. Su primera sesión de fotos fue publicada el 19 de octubre de 2015.

## Discografía

### Sencillos
- Ano Hi no Fuurin
- Otona he no Michi
- Watashitachi no Reason
- Tsuyoi Hana
- LOVE Shugyou
- Seijun Philosophy
- Kimi no Uso wo Shitteita
- Heart no Dasshutsu Game
- Me wo Aketa Mama no First Kiss
- Kimi ni Wedding Dress wo...
- Madonna no Sentaku
- Oneesan no Hitorigoto
- Aishuu no Trumpeter
- Shinka Shitenee Jan
- Happy End
- Tenmetsu Pheromone
- Tsuki no Kamen
- Shuuden no Yoru

### Álbumes
- Sakuranbo to Kodoku (1830m)
- Aozora yo Sabishikunai ka? (1830m)
- Team Zaka (Tsugi no Ashiato)
- Namida wa ato Mawashi (Koko ga Rhodes da, Koko de Tobe!)
- Ai no Shisha (0 to 1 no Aida)

## Filmografía

### Show de variedades
- AKBingo!
- AKB48 Nemousu Terebi (temporada 9)